# Aeschynanthus pullei
Aeschynanthus pullei är en tvåhjärtbladig växtart som beskrevs av Rudolf Schlechter. Aeschynanthus pullei ingår i släktet Aeschynanthus och familjen Gesneriaceae. Inga underarter finns listade i Catalogue of Life.